# Leucospermum gueinzii
Leucospermum gueinzii är en tvåhjärtbladig växtart som beskrevs av Meissn.. Leucospermum gueinzii ingår i släktet Leucospermum och familjen Proteaceae. Inga underarter finns listade i Catalogue of Life.